# Adam Fitas
Adam Ryszard Fitas (ur. 3 kwietnia 1970 w Kolbuszowej) – polski teoretyk i historyk literatury, profesor nauk humanistycznych, związany z Katolickim Uniwersytetem Lubelskim.

## Życiorys
W 1994 ukończył studia polonistyczne na Katolickim Uniwersytecie Lubelskim. Na macierzystej uczelni obronił w 2002 pracę doktorską O pismach osobistych Karola Ludwika Konińskiego napisaną pod kierunkiem Stefana Sawickiego, w 2012 uzyskał stopień doktora habilitowanego na podstawie pracy Zamiast eposu. Rzecz o "Dziennikach" Zofii Nałkowskiej. W 2020 otrzymał tytuł profesora nauk humanistycznych. Pracuje w Instytucie Literaturoznawstwa na Wydziale Nauk Humanistycznych KUL.
Jego książka Patriota pejzażu. Studia i szkice do portretu Józefa Mackiewicza została w 2020 nominowana do Nagrody Literackiej im. Józefa Mackiewicza.

## Twórczość
- Model powieści Józefa Mackiewicza (1996)
- Głos z labiryntu. O pismach Karola Ludwika Konińskiego (2003) - w serii Monografie FNP
- Zamiast eposu. Rzecz o Dziennikach Zofii Nałkowskiej (2011)
- Patriota pejzażu. Studia i szkice do portretu Józefa Mackiewicza (2019)
- Tylko prawda jest ciekawa. O twórczości Józefa Mackiewicza (2019)